# 内田敏雄
内田 敏雄（うちだ としお、1900年〈明治33年〉11月1日 - 没年不詳）は、昭和期の政治家、華族。貴族院男爵議員。位階は正四位。

## 経歴
海軍士官・内田正敏の養子・栄（矢部善作の二男）の長男として生まれる。養曽父・正敏の死去に伴い、1922年（大正11年）6月2日、男爵を襲爵した。
1926年（大正15年）4月、京都帝国大学法学部政治経済学科を卒業。1927年（昭和2年）東京市社会局嘱託となる。その後、南洋拓殖人事課長、同参事などを務めた。
1946年（昭和21年）5月11日、貴族院男爵議員補欠選挙で当選し、公正会に所属して1947年（昭和22年）5月2日の貴族院廃止まで在任した。

## 親族
- 妻：敏子（時国甫太郎の六女）[1]